# 광화학전지
광화학전지는 장치의 두 가지 다른 부류 중 하나이다. 첫 번째는 광전지의 표준 정의를 충족하는 염료 감응 광전지와 유사한 전기 에너지를 생성한다. 두 번째는 광전해전지(photoelectrolytic cell)로, 전해액에 담긴 감광제, 반도체 또는 금속 수용액에 입사되는 빛을 이용하여 직접 화학 반응을 일으키는 장치, 예를 들어 물을 전기 분해하여 수소를 생성하는 장치이다.
두 유형의 장치는 광화학전지의 기능이 광전 효과(또는 매우 유사하게 광전 효과)를 사용하여 전자기 복사(일반적으로 햇빛)를 전력으로 직접 변환하거나 어떤 것으로 변환하는 것이므로 두 가지 유형의 장치 모두 태양 전지의 일종이다. 그 자체로 전력을 생산하는 데 쉽게 사용할 수 있다. (예를 들어, 수소는 전력을 생산하기 위해 연소시킬 수 있다.)

## 같이 보기
- 광화학
- 광분해
- 광합성